# Deb Baker
Pour les articles homonymes, voir Baker.
Deb Baker, née en 1953 à Escanaba dans le Michigan aux États-Unis, est une femme de lettres américaine, auteure de roman policier. Elle utilise également le nom de plume Hannah Reed.

## Biographie
En 2006, elle publie son premier roman, Murder Passes the Buck, premier volume d'une série consacrée à Gertie Johnson, un détective privé exerçant dans la péninsule supérieure du Michigan.  La même année, elle commence une autre série ayant pour héroïnes Gretchen Birch, sa mère Caroline et sa tante Nina, collectionneuses de poupées à Phoenix en Arizona.
En 2010, elle utilise le pseudonyme de Hannah Reed pour une nouvelle série mettant en scène Story Fischer, un apiculteur dans la petite ville de Moraine dans le  Wisconsin. Puis en 2014, elle commence une autre série située en Écosse.

## Œuvre

### Romans signés Deb Baker

#### SérieGertie Johnson
- Murder Passes the Buck (2006)
- Murder Grins and Bears It (2007)
- Murder Talks Turkey (2008)
- Murder Bites the Bullet (2011)
- Murder Trims the Tree (2011)
- Murder Begins at Home (2013)
- Murder Decks the Halls (2015)

#### SérieGretchen Birch
- Dolled Up for Murder (2006)
- Goodbye Dolly (2007)
- Dolly Departed (2008)
- Ding Dong Dead (2008) (autre titre Guise And Dolls)

#### Autre roman
- Cave Of Memories (2013)

### Autres ouvrages signés Deb Baker
- Cooking Can Be Murder (2010)
- The Cozy Chicks Kitchen (2012) (coécrit avec Ellery Adams, Lorraine Bartlett, Kate Collins, Maggie Sefton, Leann Sweeney et  Heather Webber)

### Romans signés Hannah Reed

#### SérieQueen Bee
- Buzz Off (2010)
- Mind Your Own Beeswax (2011)
- Plan Bee (2012)
- Beeline to Trouble (2012)
- Beewitched (2014)

#### SérieScottish Highlands
- Off Kilter (2014)
- Hooked on Ewe (2015)
- Dressed to Kilt (2016)